# 一个女人生命中的二十四小时
《一个女人生命中的二十四小时》（德語：Vierundzwanzig Stunden aus dem Leben einer Frau）是奥地利作家斯蒂芬·茨威格的一部小说，出版于1927年。已于1931年、1944年、1952年、1968年和2002年数次改编为电影。